# Gopherus
Gopherus är ett släkte av sköldpaddor som ingår i familjen landsköldpaddor.
Arter enligt Catalogue of Life:
- Gopherus agassizii
- Gopherus berlandieri
- Gopherus flavomarginatus
- Gopherus polyphemus

The Reptile Databas listar ytterligare en art i släktet.
- Gopherus morafkai